# Radkovy
Radkovy (in tedesco Radkow) è un comune della Repubblica Ceca facente parte del distretto di Přerov, nella regione di Olomouc.